# アイム・イン・ユー (曲)
「アイム・イン・ユー」（I'm in You）は、イングランドのロック・ミュージシャン、ピーター・フランプトンが1977年に発表した楽曲。アルバム『アイム・イン・ユー』（1977年）からの第1弾シングルとしてリリースされた。

## 背景
レコーディングはフランプトンとボブ・メイヨーの2人で行われ、フランプトンはボーカルとギターだけでなくピアノ、ドラムス、シンセサイザーも兼任し、当時フランプトンのレギュラー・バンドでリズム・セクションを務めていたスタンリー・シェルドンとジョン・サイオモスは参加していない。フランプトンによれば、正式なレコーディングに先がけて、ジェリー・シャーリーが所有していたRevoxのテープレコーダーを使用して、ボーカルとピアノのパートを自宅で録音していたという。

## 反響・影響
アメリカのBillboard Hot 100では、フランプトンのシングルとしては最高の2位を記録した。ニュージーランドのシングル・チャートでは14週トップ40入りし、最高13位を記録した。
フランク・ザッパのアルバム『シーク・ヤブーティ』（1979年）収録曲「アイ・ハヴ・ビーン・イン・ユー」は、本作のパロディである。

## カヴァー
- アービー・グリーン - アルバム『セニョール・ブルース』（1977年）に収録[7]。
- ボブ・ジェームス - アルバム『ヘッズ』（1977年）に収録[8]。